# Wilhelm Gadow
Leo Reinhold Wilhelm Gadow (* 5. Januar 1875 in Trier; † 28. November 1945 in Leipzig) war ein deutscher Reichsgerichtsrat.

## Leben
Gadows Vater war Abteilungschef im Preußischen Kriegsministerium. Er besuchte ein Gymnasium in Berlin und dann in Hannover. Er studierte an der Eberhard Karls Universität Tübingen Rechtswissenschaft zu studieren und wurde 1896 im Corps Suevia Tübingen aktiv. Im selben Jahr legte er in Berlin die erste Staatsprüfung ab. 1902 folgte die zweite Staatsprüfung, ebenfalls mit „gut“. 1902 wurde er Gerichtsassessor. 1905 ernannte man ihn zum Staatsanwalt am Landgericht Bielefeld. Zum Landrichter am Landgericht Berlin II wurde er 1910 befördert. 1913 wurde er Staatsanwaltschaftsrat am Landgericht Berlin I. 1914 kam er als Rat an das Kammergericht. 1920 wurde er Mitglied der Justizprüfungskommission. Im nächsten Jahr wurde er Hilfsarbeiter an das Justizministerium abgeordnet. 1922 erfolgte die Ernennung zum Ministerialrat. 1925 war er stellvertretender Bevollmächtigter zum Reichsrat. 1926 wurde er an das Reichsgericht berufen. Er war im I. Zivilsenat und dann im VI. Zivilsenat tätig. Nach 1933 wurde er Mitglied der Akademie für Deutsches Recht. 1937 trat er in den Ruhestand. Er wurde am 16. Oktober 1939  reaktiviert und war bis Juni 1942 erneut am Reichsgericht tätig.

## Schriften
- Der gewerbliche Rechtsschutz der deutschen Reichsgesetze und Staatsverträge, 2 Auflagen, Berlin 1922, 1931.
- Hermann Staub's Kommentar zum Handelsgesetzbuch, 14. Auflage, Berlin 1933, Bearbeiter der §§ 343–372, §§ 383–473.
- Aktiengesetz – Großkommentar, Berlin 1939
- „Gerichtliches Strafverfahren auf Grund mangelhafter polizeilicher Strafverfügunge“n, Deutsche Juristen-Zeitung, Jahrgang 11 (1906), Sp. 143.
- „Verlust der Untersuchungsakten“, Deutsche Juristen-Zeitung, Jahrgang 12 (1907), Sp. 587.
- „Körperverletzung durch die Presse“, Deutsche Juristen-Zeitung, Jahrgang 14 (1909), S. 1198.
- „Das Zeugnis des Privatklägers“, Deutsche Juristen-Zeitung, Jahrgang 15 (1910), Sp. 1018.
- „Der gute Glaube des Zentralbankiers“, Juristische Rundschau 1934, S. 246–250
- „Die Einrede der Arglist“, Jherings Jahrbücher für die Dogmatik des bürgerlichen Rechts, Band 84 (1934), S. 174.
- „Die Sonderrechte der Körperschaftsmitglieder“, Gruchot's Beiträge zur Erläuterung des deutschen Rechts, Band 66 (1922), S. 514.
- „Die Akzessorietät des Fahrnispfandrechts“, Jahrbuch der Akademie für Deutsches Recht 1938, S. 111.